# Хаузер, Франц
Франц Хаузер (нем. Franz Hauser; 12 января 1794, Красовице под Прагой — 14 августа 1870, Фрайбург в Брайсгау) — немецкий певец и музыкальный педагог.
Ученик Вацлава Томашека. В 1817 г. дебютировал на пражской оперной сцене в партии Зарастро («Волшебная флейта»). Выступал в Вене, Лейпциге, Берлине. В 1846 г. возглавил Мюнхенскую Высшую школу музыки и руководил ею до 1864 г. Написал «Уроки пения для учителя и ученика» (нем. Gesanglehre für Lehrer und Lernende; Лейпциг, 1866). Автор песен.
Сын Хаузера Мориц Хаузер (1827—1857) — композитор и дирижёр, работал в Кёнигсберге.